# Laguna del Monte
La laguna del Monte es un espejo de agua perteneciente a la cuenca endorreica del sistema de las Encadenadas del Oeste, en la provincia de Buenos Aires, Argentina. 
Es la tercera laguna del mencionado sistema; recibiendo los aportes de la laguna Cochicó a través de una canal y los arroyos Malleo Leofú y Guaminí; y descargando sus aguas sobre la laguna del Venado a través de otro canal regulado con compuertas. Dentro de la misma se encuentran la Isla Sistina y la isla Chica, quedando esta última sumergida debido al aumento del nivel de sus aguas al iniciarse el hemiciclo húmedo de 1920-1970.
La ciudad de Guaminí se encuentra sobre su costa suroeste, estando la misma protegida por una serie de terraplenes que evitan que esta se inunde por el crecimiento de la laguna.

## Características
La vegetación acuática se manifiesta en algunos sectores de la laguna, predominando el junco de Schoenoplectus. Esto permite la presencia de una importante avifauna con 19 especies diferentes. En sus aguas se han identificado 7 especies diferentes de peces, destacándose el pejerrey.